# Padrón
Padrón (ehemals Iria Flavia) ist eine Gemeinde in der spanischen Provinz A Coruña der Autonomen Gemeinschaft Galicien.

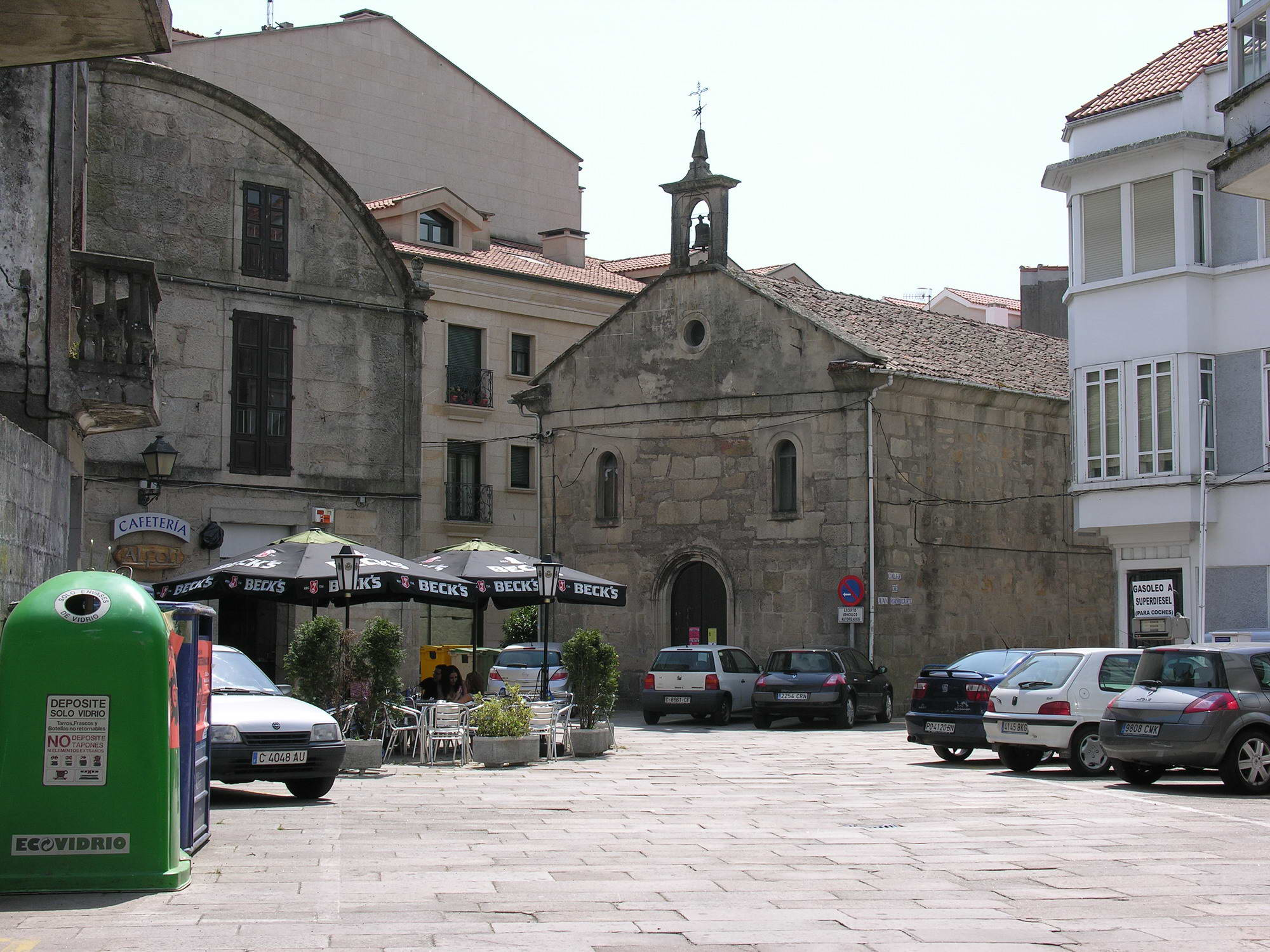
Kirche in Padrón

## Geschichte
Der Stadtname rührt von pedrón her, einem römischen Meilenstein am Ufer des Rio Sar, an dem gemäß der Legende das Schiff festmachte, das den Körper des Apostels Jakobus beförderte. Dieser pedrón befindet sich heute in der Kirche Padróns.
Dort, in der Kirche Santiago Apóstol, lassen sich außerdem alte Steininschriften über die Heiligenlegende sowie die von Erzbischof Gelmirez veranlasste Rekonstruktion der Kirche besichtigen.
Nachdem der Leichnam des Apostels nach Santiago de Compostela überführt worden war, wurde Padrón zum Ausgangspunkt der Pilger, die ihre Wallfahrt über See machten. Im 10. und 11. Jh. wurde es gleichzeitig ein Ziel für Überfälle durch Wikinger und Normannen. Deshalb ließ Alfons V. zu Beginn des 11. Jh. die Verteidigungsanlage Torres do Oeste, das alte römische Castellum honesti, rekonstruieren, was der Stadt zu Sicherheit und Prosperität während des 12. und 13. Jahrhunderts verhalf.
Erzbischof Gelmírez, der im Torres do Oeste zur Welt kam, förderte den Wohlstand. Er ließ am Ufer des Sar einen Kai errichten, so dass Padrón einen Hafen hatte, der aber im 17. Jahrhundert versandete. Wo heute die Santiagokirche steht, liefen einst die ersten Galeeren der spanischen Marine vom Stapel. Ein weiterer Erzbischof, Rodrigo de Luna, verbrachte im 15. Jahrhundert zwei Monate in Padrón, wo er sich mit dem gesamten Domkapitel von La Compostela verbarg, Schutz vor den Grafen von Altamira suchend.

## Gemeindegliederung
Die Gemeinde Padrón ist in fünf Parroquias gegliedert:
| Parroquias  | Patrozinium | Einwohner 2024 | Fläche km² | Dichte Einw./km² | Höhe msnm | Ortskennzahl |
| ----------- | ----------- | -------------- | ---------- | ---------------- | --------- | ------------ |
| Carcacía    | San Pedro   | 676            | 14,04      | 48               | 55        | 15065010000  |
| Cruces      | Santa María | 1.115          | 13,39      | 83               | 57        | 15065020000  |
| Herbón      | Santa María | 567            | 8,17       | 69               | 46        | 15065030000  |
| Iria Flavia | Santa María | 1.879          | 8,20       | 229              | 5         | 15065040000  |
| Padrón      | Santiago    | 4.118          | 4,28       | 962              | 5         | 15065050000  |

## Wirtschaft
| Ackerbau, Viehzucht und Fischerei                                                  | 067   | 02,00  |
| Industrie                                                                          | 0824  | 024,60 |
| Bauwirtschaft                                                                      | 0259  | 07,73  |
| Dienstleistungsbetriebe                                                            | 2.199 | 065,66 |
| Total                                                                              | 3.349 | 100,00 |
| * Daten aus dem Statistischen Amt für Wirtschaftliche Entwicklung in Galicien, IGE |       |        |

## Persönlichkeiten, die in Padrón gewirkt haben

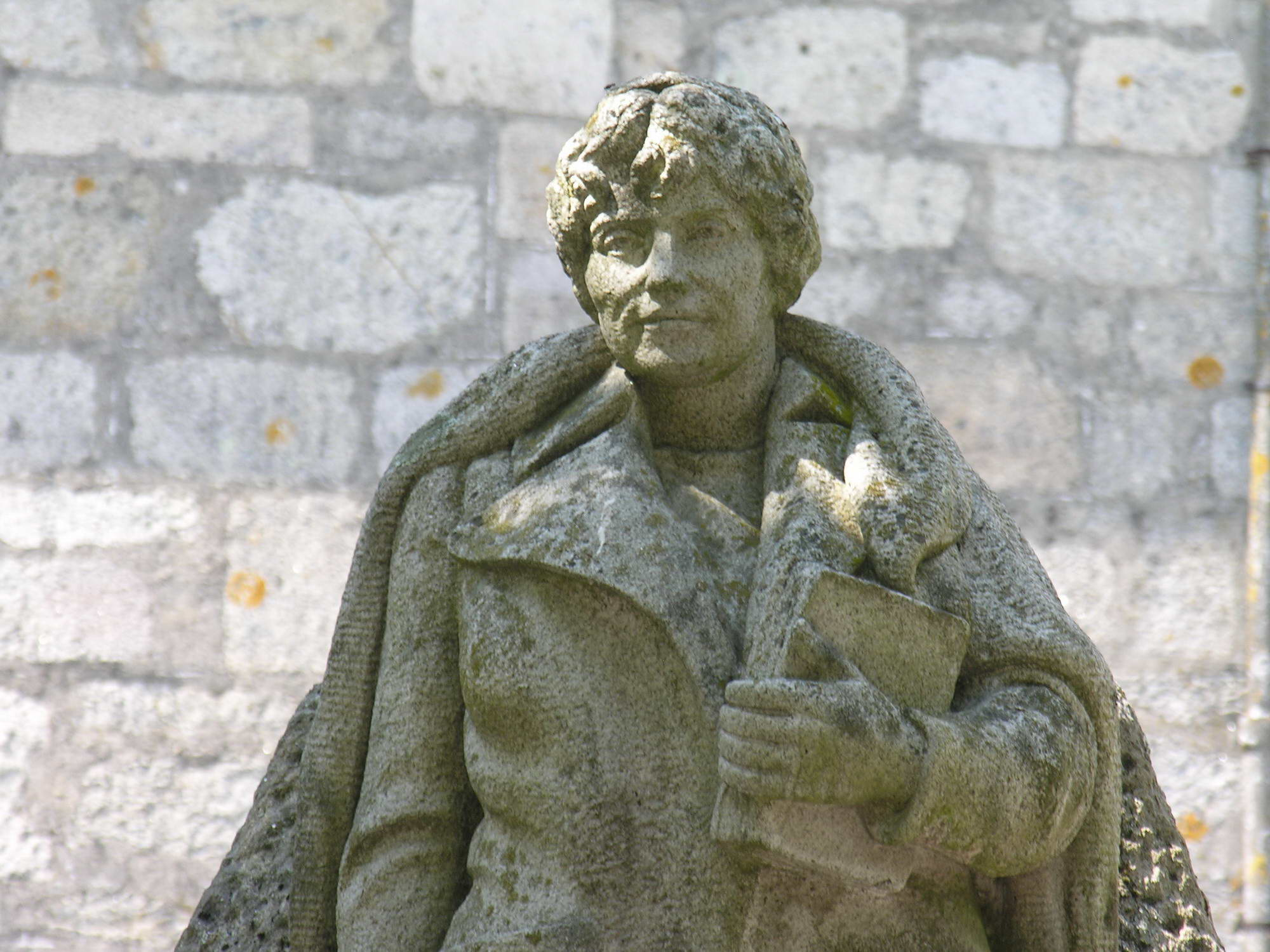
Statue von Rosalía de Castro in Padrón.

Mit Padrón verbinden sich die Namen wichtiger Persönlichkeiten der galicischen Literatur wie Macías o Namorado, Xoán Rodríguez de Padrón, Camilo José Cela oder Rosalía de Castro. Diese verbrachte ihre letzten Lebensjahre im Haus A Matanza am Stadtrand, das zu einem Museum für sie umgestaltet wurde.

## Titularbistum
Das antike Iria Flavia ist der Name für ein Titularbistum der Römisch-katholischen Kirche; derzeitiger Titularbischof ist der emeritierte Weihbischof in Aachen Gerd Dicke.

## Sehenswürdigkeiten

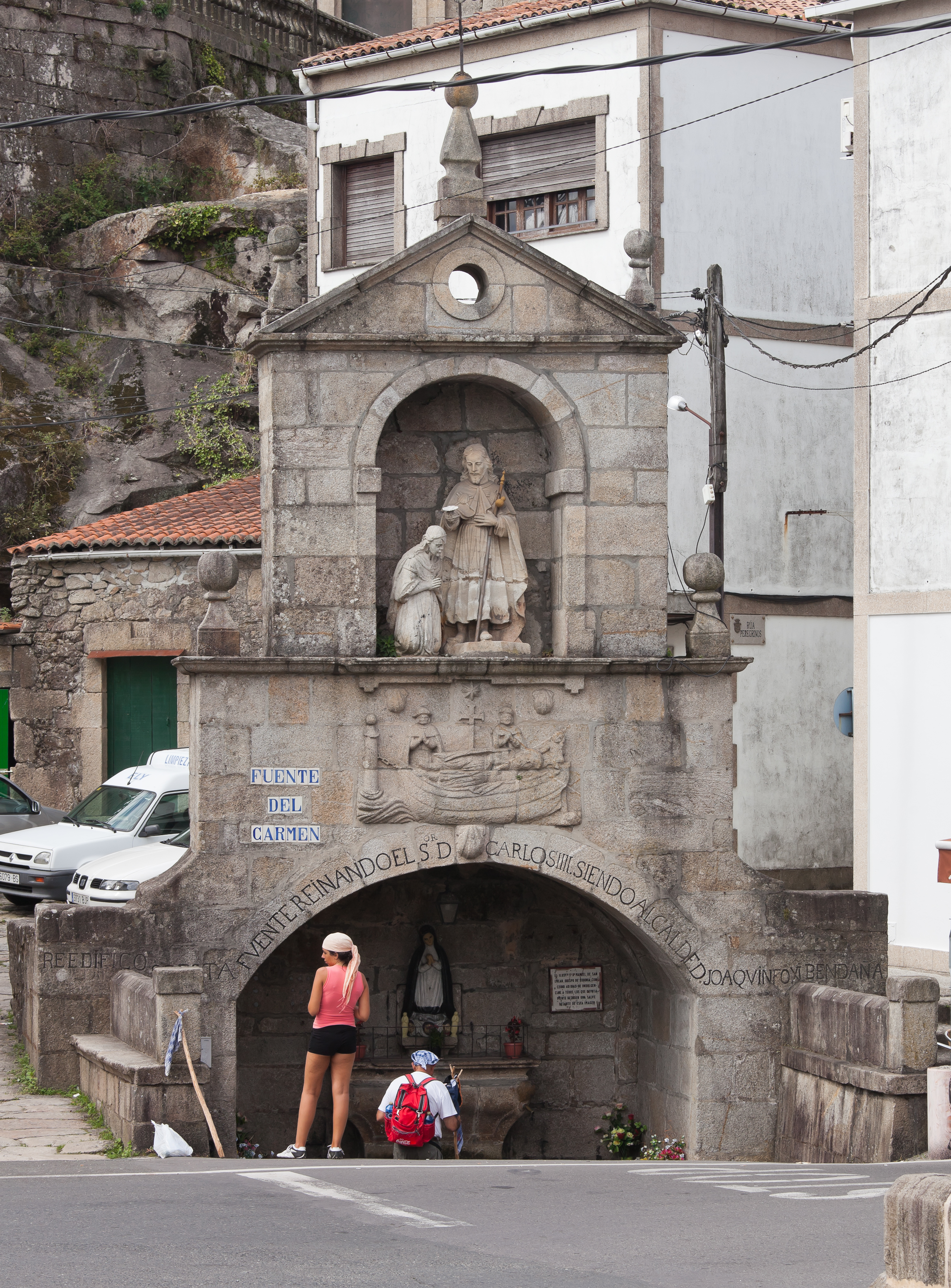
Karmelitenbrunnen (1577)

- Iria Flavia war seit dem frühen Altertum ein Zentrum. Die vorrömische Ansiedlung wurde im 1. Jhd. n. Chr. von den Römern kolonisiert. Großes Anwesen an der Römerstraße XIX (1. Jhd.). In den Jahren 69–70 n. Chr. erteilte Kaiser Vespasian dem Ort das ius Latii zum (Erwerb des römischen Bürgerrechts). Bischofssitz war Iria seit dem 5. Jahrhundert bis 1095. Die Marienkirche, eine der ersten in der Welt, war bis 1895 Stiftskirche und ist seitdem Hauptkirche der Gemeinde: Portal mit gotischem Tympanon, das Mariä Verkündigung darstellt, ferner ein pyramidenförmiger Glockenturm und das Wappen des Domkapitels von Iria. Im Inneren sind mehrere Grabstätten, darunter die des Erzbischofs Rodrigo de Luna (15. Jhd.). Churrigueresker Hochaltar mit einer Figur der Jungfrau Maria und der davor kniende Apostel, barockes Eisengitter mit Darstellung der Spender. Die Seitenkapellen sind dem Bischof von Quito (17. Jhd.) und der Marienfigur „Virgen de Belén“ gewidmet. Im Atrium ist der Friedhof von Adina angelegt, den Rosalía de Castro in die Poesie gebracht hat und auf dem sie 1885–1891 selbst bestattet wurde. Das Grab des Nobelpreisträgers Camilo José Cela (1916–2002) und zwei Steinkreuze (cruceiros).
- Karmelitenbrunnen,  Brunnen   aus   dem   Jahre   1577,  restauriert  1789.  Charakteristische  Ikonographie  der  Jakobustradition:   Ankunft  des  Apostels in Padrón und die Taufe der Königin Lupa.
- Convento do Carmo – Ehemaliger Konvent des Ordens der Karmelitinnen in Galicien, 1752, heute von Dominikanern bewohnt. Im Innern die Marienfigur  Virgen  del  Carmen,  ein  Werk  von  Felipe  de  Castro  (1704–1775),  die Virgen de las Angustias” und Christus mit der Weltkugel, Werke von José Ferreiro (1738–1830).

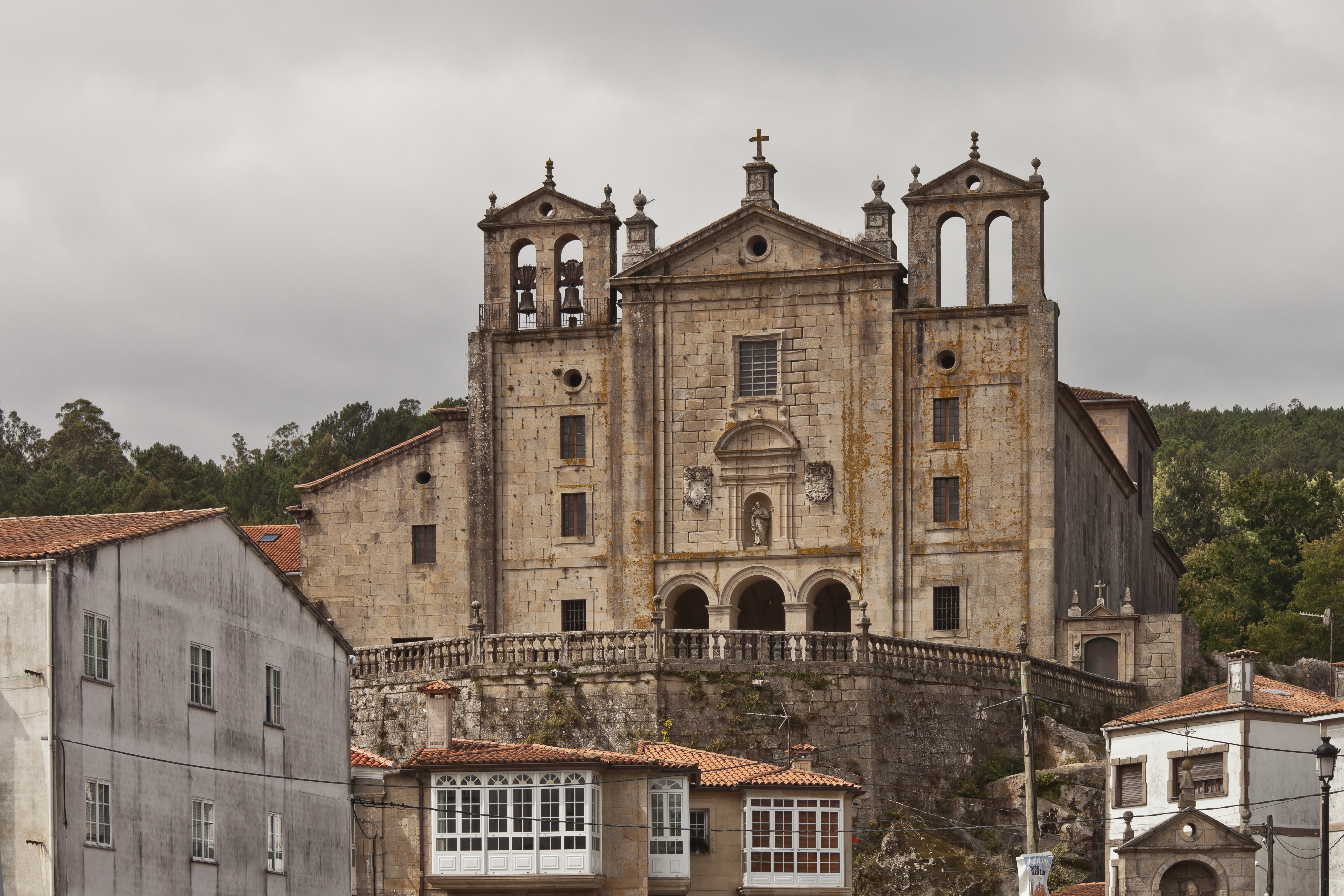
Convento do Carme

## Lokale Speisen
Der Ort hat einem Gericht der galicischen Küche seinen Namen gegeben, den Pimientos de Padrón.